# 크리스 히어로

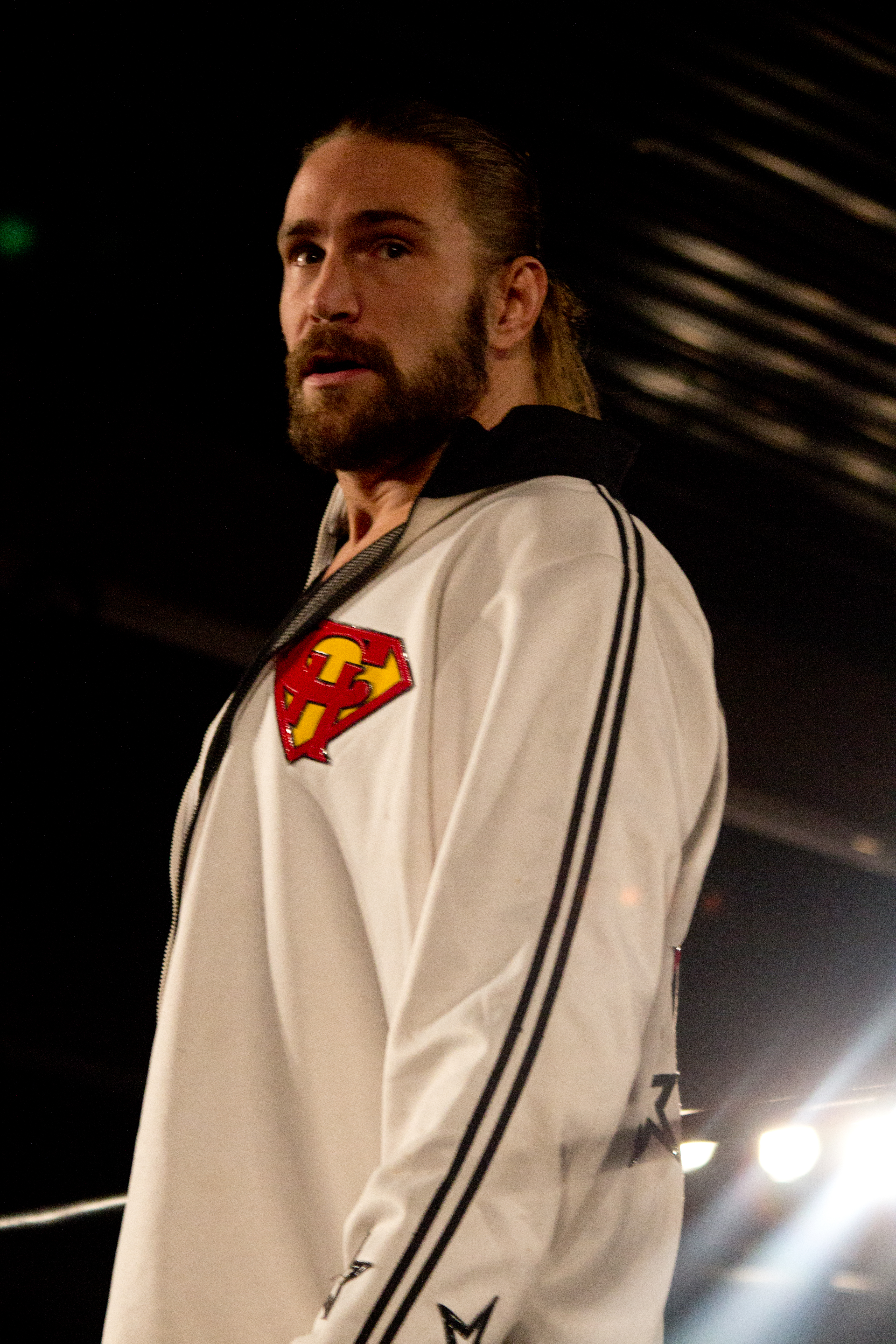
크리스 히어로

크리스 스프래들린(Chris Spradlin, 1979년 12월 24일 ~ )는 미국의 프로레슬링선수다. 크리스 히어로(Chris Hero), 캐시어스 오노(Kassius Ohno)라는 링네임으로 잘 알려져 있다. 키는 194cm 몸무게는 122kg이다.